# 層雲 (雑誌)
「層雲」（そううん）は、自由律の俳誌。1911年4月、荻原井泉水の経営・編集で創刊。尾崎放哉や種田山頭火を輩出した。

## 概要
河東碧梧桐を擁する新傾向俳句の推進誌として出発し、大須賀乙字ら日本派の作家が参加。井泉水は創刊号より「俳壇最近の傾向を論ず」を連載し新傾向俳句を擁護したが、1913年1月号から連載を開始した「昇る日を待つ間」では、俳句は「光の印象」と「力の印象」を「緊張した言葉と強いリズム」でとらえる「印象の詩」であると説き季題揚棄を宣言、無季を推奨しなかった碧梧桐はやがて本誌を去り、1915年3月に「海紅」を創刊した。
　以後自由律の代表的俳誌として野村朱鱗洞、尾崎放哉、種田山頭火、栗林一石路、橋本夢道、松尾あつゆきらを輩出。戦中の1944年に「俳句日本」に統合されたが、1946年6月に復刊。1976年に井泉水が死去したのちは伊藤完吾の編集により続刊していたが、北田傀子が2001年に離脱、2002年に「草原」を立ち上げ、伊藤も2002年に「層雲自由律」（当初は「層雲通信」）を発行し独立、また2014年には放哉研究家の小山貴子が「青穂」を創刊、独立している。

## 関連文献
- 上田都史 『自由律俳句文学史』 永田書房、1975年
- 永田竜太郎 『自由律俳句作品史』 永田書房、1979年
- 小山貴子 『自由律俳句誌「層雲」百年に関する史的研究』 私家版、2013年